# Elrabolva (franchise)
Az Elrabolva (eredeti címén Taken) három – francia gyártású és angol nyelvű – bűnügyi akcióthriller-filmből, valamint egy televíziós sorozatból álló médiafranchise.
Az Elrabolva-filmeket Luc Besson és Robert Mark Kamen forgatókönyve alapján Pierre Morel és Olivier Megaton rendezte, Besson produceri segédletével. Mindhárom film főszereplője Bryan Mills (Liam Neeson) nyugalmazott CIA ügynök, aki – miután családtagjait valamilyen támadás éri – katonai és hírszerző múltjából adódó képességeit kihasználva egyszemélyes hadseregként száll szembe ellenségeivel. Neeson mellett további fontos szerepet tölt be Maggie Grace és Famke Janssen. Az első rész 2008-ban jelent meg Elrabolva címmel, ezt követte az Elrabolva 2. (2012) és az Elrabolva 3. (2014).
Az első film vegyes kritikákat kapott, de a nézők kedvezően fogadták és magas bevételt ért el. A folytatások azonban egyre gyengébben teljesítettek mind kritikai, mind jegyeladási szempontból.
2017 és 2018 között egy azonos című televíziós sorozatot is bemutattak, mely Mills fiatalkori kalandjait meséli el, Clive Standen főszereplésével.

## Filmek
- Elrabolva (2008)
- Elrabolva 2. (2012)
- Elrabolva 3. (2014)

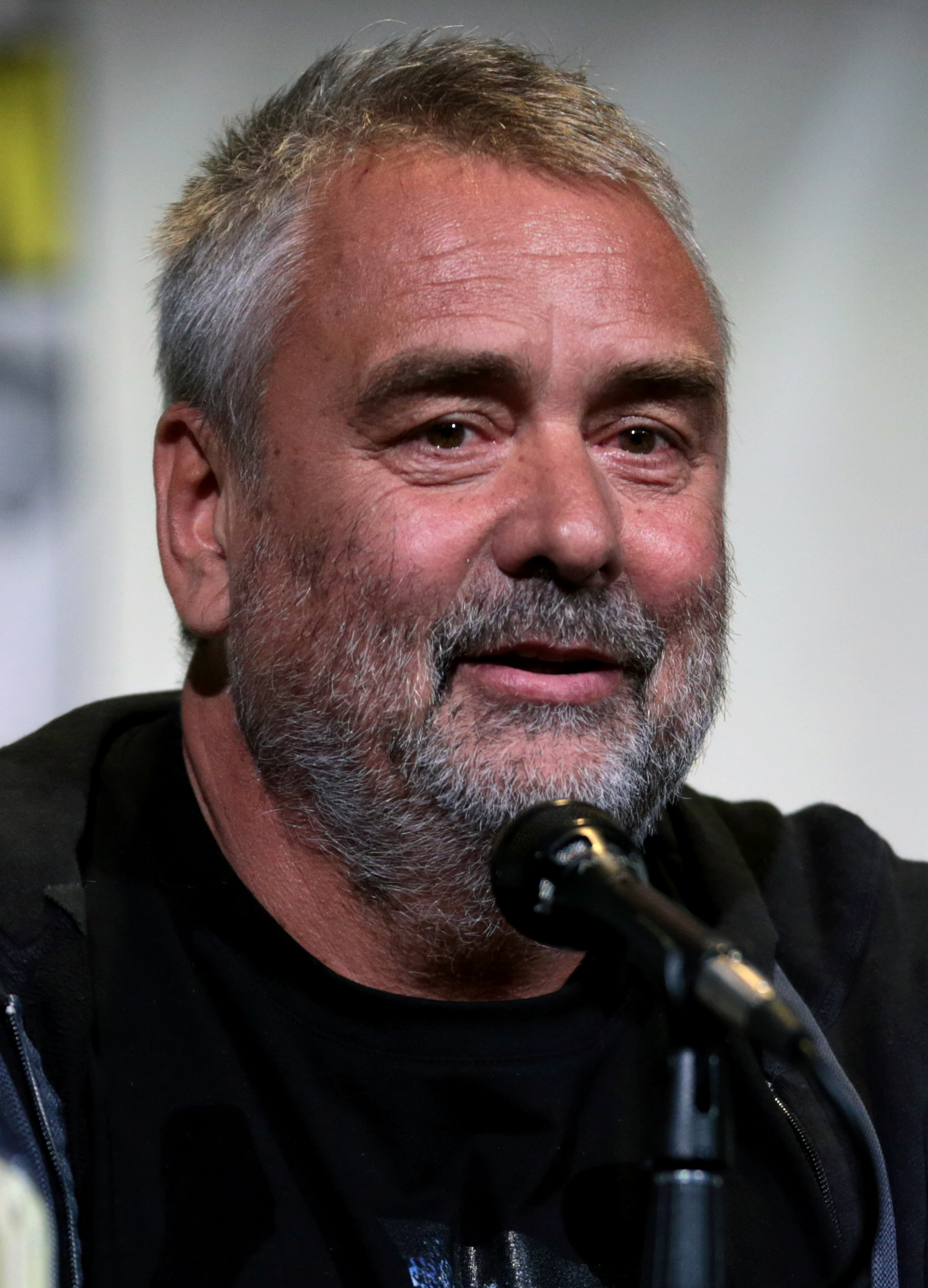
Luc Besson, az Elrabolva-filmek forgatókönyvírója és producere

Az első részben a nyugállományba vonult egykori CIA-ügynök, Bryan Mills tizenhét éves lányát, Kimet albán lánykereskedők rabolják el franciaországi vakációja közben. Mills a helyszínre érkezik és könyörtelen nyomozásba kezd lánya életének megmentésért. A második részben a Marko nevű, Mills által megkínzott és meggyilkolt bűnöző apja, az albán maffiafőnök Murad bosszút esküszik Mills ellen. A merényletre akkor kerít sort, amikor Mills a családjával együtt Isztambulba utazik. A harmadik részben Millst egy hozzá közel álló személy megölésével vádolják meg, ezért nevének tisztázása és a valódi gyilkos felkutatása érdekében menekülésre kényszerül, miközben korábbi munkaadói a nyomában vannak.

## Televíziós sorozat
- Elrabolva (2017–2018) (epizódlista)

A korábban zöldsapkás Bryan Mills immár a hírszerzésnél dolgozva egy személyes tragédiával próbál megbirkózni, illetve bosszút állni a felelősökön.

## Szereplők
(MEGJEGYZÉS: az adott szereplő magyar szinkronhangját az egyes szócikkek részletezik.)
| Szereplő                      | Filmek            | Filmek            | Filmek           | Televíziós sorozat  |
| Szereplő                      | Elrabolva         | Elrabolva 2.      | Elrabolva 3.     | Elrabolva           |
| Szereplő                      | 2008              | 2012              | 2014             | 2017–2018           |
| ----------------------------- | ----------------- | ----------------- | ---------------- | ------------------- |
| Bryan Mills                   | Liam Neeson       | Liam Neeson       | Liam Neeson      | Clive Standen       |
| Kim Mills                     | Maggie Grace      | Maggie Grace      | Maggie Grace     |                     |
| Lenore "Lenny" Mills-St. John | Famke Janssen     | Famke Janssen     | Famke Janssen    |                     |
| Sam Gilroy                    | Leland Orser      | Leland Orser      | Leland Orser     | Michael Irby        |
| Mark Casey                    | Jon Gries         | Jon Gries         | Jon Gries        | James Landry Hebert |
| Bernie Harris                 | David Warshofsky  | D. B. Sweeney     | David Warshofsky | Jose Pablo Cantillo |
| Jean-Claude Pitrel            | Olivier Rabourdin | Olivier Rabourdin |                  |                     |
| Stuart St. John               | Xander Berkeley   |                   | Dougray Scott    |                     |
| Sheerah                       | Holly Valance     |                   |                  |                     |
| Amanda                        | Katie Cassidy     |                   |                  |                     |
| Marko Hoxha                   | Arben Bajraktaraj | fénykép           |                  |                     |
| Patrice Saint-Clair           | Gérard Watkins    |                   |                  |                     |
| Murad Hoxha                   |                   | Rade Šerbedžija   |                  |                     |
| Jamie Conrad                  |                   | Luke Grimes       |                  |                     |
| Durmaz felügyelő              |                   | Kevork Malikyan   |                  |                     |
| Franck Dotzler felügyelő      |                   |                   | Forest Whitaker  |                     |
| Oleg Malankov                 |                   |                   | Sam Spruell      |                     |
| Jimmy                         |                   |                   | Jonny Weston     |                     |
| Smith nyomozó                 |                   |                   | Dylan Bruno      |                     |
| Garcia nyomozó                |                   |                   | Don Harvey       |                     |
| Johnson nyomozó               |                   |                   | Al Sapienza      |                     |

## Stáblista és gyártási információk
| Feladatkör/Egyéb | Film                                               | Film                                               | Film                                               |
| Feladatkör/Egyéb | Elrabolva                                          | Elrabolva 2.                                       | Elrabolva 3.                                       |
| ---------------- | -------------------------------------------------- | -------------------------------------------------- | -------------------------------------------------- |
| Rendező          | Pierre Morel                                       | Olivier Megaton                                    | Olivier Megaton                                    |
| Forgatókönyvíró  | Luc Besson Robert Mark Kamen                       | Luc Besson Robert Mark Kamen                       | Luc Besson Robert Mark Kamen                       |
| Producer         | Luc Besson                                         | Luc Besson                                         | Luc Besson                                         |
| Zene             | Nathaniel Méchaly                                  | Nathaniel Méchaly                                  | Nathaniel Méchaly                                  |
| Időtartam        | 93 perc                                            | 91 perc                                            | 108 perc                                           |
| Forgalmazó       | EuropaCorp (Franciaország), 20th Century Fox (USA) | EuropaCorp (Franciaország), 20th Century Fox (USA) | EuropaCorp (Franciaország), 20th Century Fox (USA) |

## Fogadtatás

### Bevételi adatok
| Film         | Bemutató dátuma     | Bemutató dátuma  | Bevétel       | Bevétel        | Bevétel       | Költségvetés  |
| Film         | Egyéb országok      | USA              | Észak-Amerika | Egyéb országok | Világszerte   | Költségvetés  |
| ------------ | ------------------- | ---------------- | ------------- | -------------- | ------------- | ------------- |
| Elrabolva    | 2008. február 27.   | 2009. január 30. | 145 000 989 $ | 81 829 579 $   | 226 830 568 $ | 25 000 000 $  |
| Elrabolva 2. | 2012. szeptember 7. | 2012. október 5. | 139 854 287 $ | 236 287 019 $  | 376 141 306 $ | 46 000 000 $  |
| Elrabolva 3. | 2014. december 16.  | 2015. január 9.  | 89 256 424 $  | 237 222 717 $  | 326 479 141 $ | 48 000 000 $  |
| Összesen:    | Összesen:           | Összesen:        | 373 827 507 $ | 555 339 315 $  | 929 451 015 $ | 119 000 000 $ |

### Kritikai visszhang
| Film         | Rotten Tomatoes   | Metacritic       |
| ------------ | ----------------- | ---------------- |
| Elrabolva    | 58% (171 kritika) | 50 (31 kritikus) |
| Elrabolva 2. | 21% (165 kritika) | 45 (35 kritikus) |
| Elrabolva 3. | 12% (112 kritika) | 26 (30 kritikus) |

## Kapcsolódó művek, paródiák
- A Family Guy című amerikai animációs sorozat 2012-ben bemutatott 10. évadjának 20. epizódja (Leggo My Meg-O) a filmes sorozat első részét állítja pellengérre.[12]
- 2014-ben megjelent egy amerikai tévéfilm Taken: The Search for Sophie Parker címmel, mely számos elemet kölcsönvesz az Elrabolva-filmekből.
- A 2015-ös Újrabolva (Tooken) című amerikai vígjáték az akciófilmes műfajt, különösen az Elrabolva-filmeket parodizálja ki.
- 2015-ben Liam Neeson cameoszerepben feltűnt a Ted 2. című amerikai filmvígjátékban, kifigurázva korábbi szerepét, mint Bryan Mills.[13]

## Fordítás
- Ez a szócikk részben vagy egészben  a   Taken (franchise) című angol Wikipédia-szócikk fordításán alapul.  Az eredeti cikk szerkesztőit annak laptörténete sorolja fel. Ez a jelzés csupán a megfogalmazás eredetét és a szerzői jogokat jelzi, nem szolgál a cikkben szereplő információk forrásmegjelöléseként.